# Valorem
Valorem S.A. (aus dem Lateinischen, deutsch Wert) ist der Name einer kolumbianischen Unternehmensgruppe. Sie entstand 1997 zu großen Teilen aus dem Vermögen von Julio Mario Santo Domingo und seiner Familie. Ihre Aktien werden an der Börse von Bogotá geführt. Der Investmentfonds verwaltet aktiv ein Portfolio von Beteiligungen an Unternehmen in Kolumbien und im Ausland. Die wichtigsten Branchen sind derzeit: Medien, Industrie, Dienstleistungen. Nach dem Tod des wohlhabenden Geschäftsmanns Julio Mario Santo Domingo im Jahr 2011 übernahm sein Sohn Alejandro Santo Domingo Davila als CEO die Gruppe.

## Historie
Hervorgegangen ist Valorem aus dem Konzern Valores Bavaria, der wiederum aus der Brauerei Bavaria S.A. entstanden war und dessen jüngere Geschichte von der reichsten Großfamilie Kolumbiens, Santo Domingo, geschrieben wurde. Es ist eine Erfolgsgeschichte, wie sie die Weltwirtschaft nur selten zulässt. Durch die Enteignung der Familie Kopp, die aufgrund der Kriegserklärung Kolumbiens an das Deutsche Reich vonstattenging, kam Julio Mario Santo Domingo in Besitz von 75 % des Aktienpaketes der Kopp'schen Brauerei in Bogotá. Bis heute ist nicht bekannt, ob die Nachkommen der Familie Kopp entschädigt wurden.
Durch Akquisitionen, Umstrukturierungen und auch durch zum Teil erhebliche Verkäufe – Bavaria S.A. wurde inzwischen für 7,8 Mrd. US-Dollar höchst gewinnbringend an SABMiller verkauft und diese wiederum wurde anschließend von Anheuser-Busch InBev übernommen – entwickelte sich im Lauf der Jahre ein Geschäftsimperium der Gruppe Valorem, das heute die Bereiche Media & Entertainment, Industrie, Handel, Dienstleistungen, Logistik, Transporte, Agrarindustrie, Digitales und Immobilien umfasst.

## Unternehmen

### Medien
- Caracol Televisión
- El Espectador
- Cromos
- Cine Colombia

### Logistik und Transporte
- Suppla
- ditransa

### Einzelhandel
- Koba (Hard Discount)

### Umweltdienstleistungen
- Recofosta
- Canal Clima (Meteorologie)

### Andere
- Biofilm (Polypropylenfolien)
- Gases del Caraibe
- San Francisco Investments